# Dissezione endoscopica della sottomucosa
La Dissezione endoscopica della sottomucosa (Endoscopic Submucosal Dissection, ESD) è una procedura chirurgica che permette il trattamento endoscopico di lesioni neoplastiche e preneoplastiche, principalmente di natura piatta o sessile e comunque con infiltrazione limitata allo strato mucoso.
Viene utilizzata per l'asportazione in blocco, fino al raggiungimento della tonaca muscolare, di lesioni superiori ai 2 cm.
Questa tecnica ha origine in Giappone dove è frequente il riscontro di lesioni precoci del tratto digerente alto (esofago e stomaco) mentre nei paesi occidentali ha preso piede per il trattamento delle lesioni del colon-retto.
L'ESD è basata sull'utilizzo di dispositivi dedicati che incidendo mucosa e sottomucosa possono consentire una resezione "chirurgica" radicale. La procedura consiste nello "scontornamento" della parte da trattare, mediante un ago diatermico e poi, utilizzando dispositivi da taglio specifici si procede con l'incisione della mucosa sana esponendo la sottomucosa che man mano viene resecata, fino ad ottenere la totale asportazione della lesione.
Per facilitare la procedura di resezione, esistono dei dispositivi in grado di aiutare meccanicamente la dissezione scivolando all'interno della mucosa e imprimendo all'area presa in oggetto una tensione verso l'alto o verso il basso.
L'unica attuale alternativa alla ESD è l'intervento chirurgico che consente una maggiore percentuale di radicalità dell'escissione ma un numero nettamente superiore di complicanze.